# Энрике I (король Кастилии)
Энрике I Кастильский (исп. Enrique I de Castilla; 14 апреля 1204, Вальядолид — 6 июня 1217, Паленсия) — король Кастилии с 1214 года.

## Биография
Сын короля Кастилии Альфонсо VIII Благородного и Элеоноры Плантагенет. По материнской линии внук короля Англии Генриха II Плантагенета и Элеоноры Аквитанской, вступил на престол под регентством графа Лара, в 1217 году был убит упавшей с крыши черепицей. Ему наследовала Беренгария.
После смерти Энрике I был похоронен в королевском монастыре Лас Уэльгас.

## Брак
В 1215 году Энрике I женился на Мафалде Португальской, дочери короля Португалии Саншу I Заселителя. Поскольку оба супруга были ещё детьми, брак не был осуществлён и в 1216 году расторгнут.